# Trương Định
Trương Định (chữ Hán: 張定; 1820 – 1864) hay Trương Công Định hoặc Trương Trường Định, là võ quan triều Nguyễn, và là thủ lĩnh chống Pháp giai đoạn 1859 – 1864, trong lịch sử Việt Nam.

## Tóm lược tiểu sử
Trương Định sinh tại làng Tư Cung, phủ Bình Sơn, Quảng Ngãi (nay là xã Tịnh Khê, thành phố Quảng Ngãi, tỉnh Quảng Ngãi). Cha ông là Lãnh binh Trương Cầm, từng là Hữu thủy Vệ uý ở Gia Định dưới thời vua Thiệu Trị.
Năm 1844, Trương Định theo cha vào Nam. Sau khi cha mất, ông trú ngụ ngay nơi cha đóng quân. Sau đó, ông kết hôn với bà Lê Thị Thưởng, vốn là con gái của một hào phú ở huyện Tân Hòa, tỉnh Gia Định (Gò Công Đông, Tiền Giang ngày nay).
Năm 1850, hưởng ứng chính sách khẩn hoang của tướng Nguyễn Tri Phương, Trương Định xuất tiền ra chiêu mộ dân nghèo lập đồn điền ở Gia Thuận (Gò Công), vì thế, ông được nhà Nguyễn bổ làm Quản cơ, hàm chánh lục phẩm.

### Trở thành thủ lĩnh chống Pháp

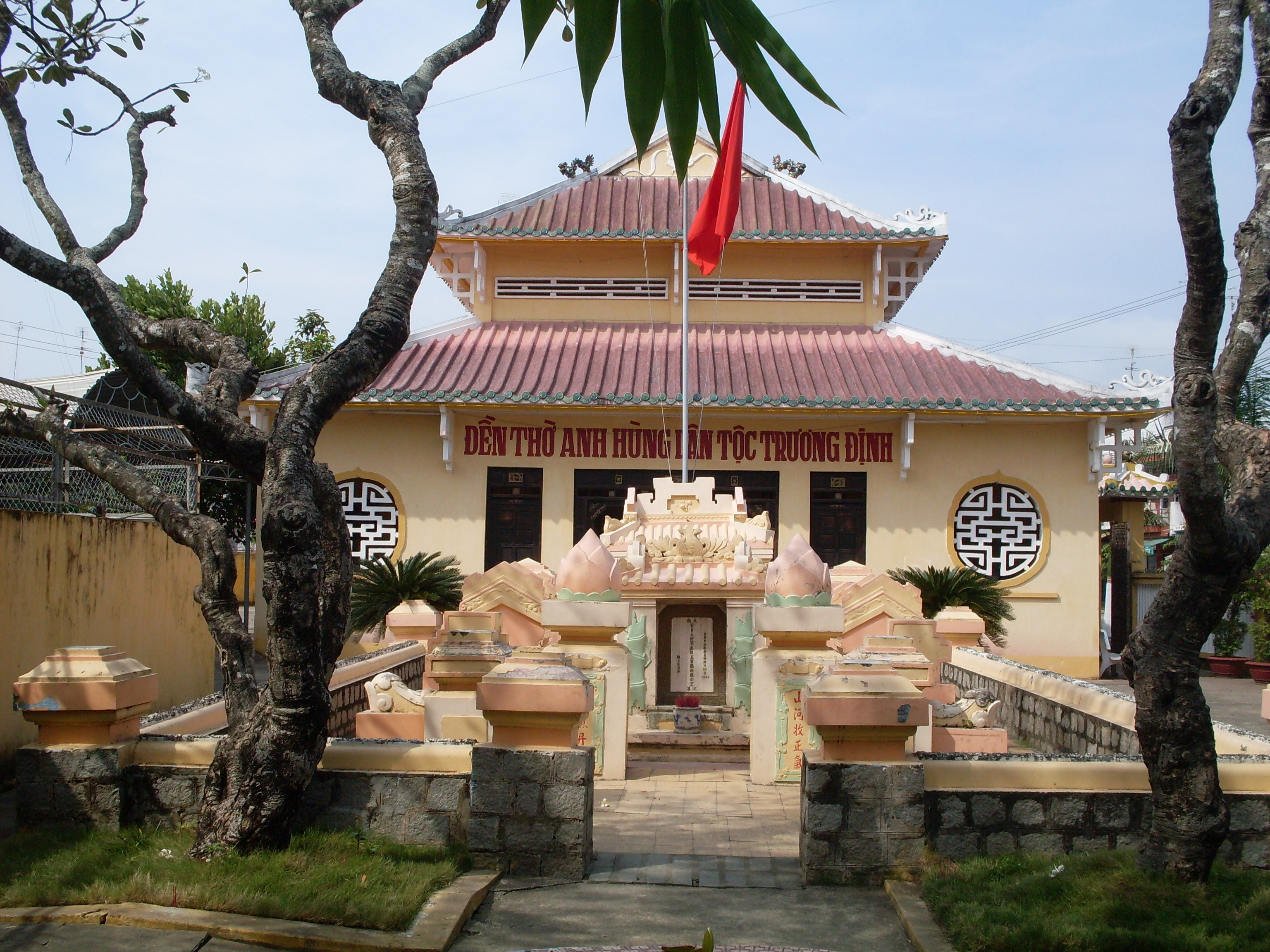
Mộ và đền thờ Trương Định ở thành phố Gò Công

Năm 1859, Pháp tấn công Gia Định lần thứ nhất, Trương Định đem quân phối hợp với binh của tướng Nguyễn Tri Phương phòng giữ chiến tuyến Chí Hòa. Khi Đại đồn Chí Hòa thất thủ, ông lui về Gò Công, cùng Lưu Tiến Thiện, Lê Quang Quyền chiêu binh ứng nghĩa, trấn giữ vùng Gia Định-Định Tường.
Ở đây, Trương Định tổ chức lại lực lượng, triển khai tác chiến trong các vùng Gò Công, Tân An, Mỹ Tho, Chợ Lớn, Sài Gòn, Đồng Tháp Mười và kéo dài đến tận biên giới Campuchia.
Kể về ông ở giai đoạn này, sử nhà Nguyễn chép: 
Trương Định am hiểu võ nghệ, dũng cảm, mưu lược. Tự Đức năm thứ 14 (1861), thành Gia Định hữu sự,  Định hưởng ứng việc nghĩa, chiêu mộ thú dõng được hơn 6.000 người, lại kiêm quản những đầu mục thân hào mộ việc nghĩa, dồn lập 18 cơ quân, luôn chống đánh người Pháp, thu được súng ống khí giới và đúc chế thêm để dùng, được bạt bổ làm Quản cơ lĩnh Phó Lãnh binh Gia Định.
Ngày 5 tháng 6 năm 1862, triều đình Huế ký kết hòa ước với Pháp. Cũng theo sử nhà Nguyễn thì: 
Tháng 7 năm 1862...từ khi đã định hòa ước rồi, Ngài [Tự Đức] truyền dụ Nam Kỳ nghỉ binh và đòi Trương Định ra Phú Yên. Khi ấy trong các tỉnh Gia Định, Định Tường, Biên Hòa những người ứng nghĩa rủ nhau đoàn kết, tôn Trương Định làm Đại đầu mục, xin cho ra đánh, Đình thần nghị rằng: "bây giờ việc Bắc Kỳ đương khẩn, mà Nam Kỳ chưa có cơ hội gì, xin giao Phan Thanh Giản hiểu dụ". Nhưng Trương Định đã lâu mà không chịu về cung chức, bị cách chức hàm.
Trên thực tế, ông đã từ chối thư dụ hàng của tướng Pháp là Bonard, bất chấp chiếu vua ra lệnh bãi binh do Phan Thanh Giản truyền vào và rút quân về Gò Công, xưng là Trung thiên tướng quân, và được nhân dân tôn là Bình Tây Đại Nguyên soái, lấy nơi này làm bản doanh, xây dựng các căn cứ địa kháng chiến.
Ngày 16 tháng 12 năm 1862, Trương Định đã ra lệnh tấn công các vị trí của quân Pháp ở cả ba tỉnh miền Đông Nam Bộ, đẩy Pháp vào tình thế lúng túng, bị động. Tháng 2 năm 1863, nhờ có viện binh, Pháp phản công tại Biên Hòa, Chợ Lớn, bao vây Gò Công. Ngày 26 tháng 2 năm 1863, Pháp đánh chiếm thành trì, ông thoát khỏi vòng vây và kéo quân về Biên Hòa.
Tháng 9 năm 1863, tướng Lagrandière sang thay Bonard, mở cuộc càn quét thứ hai, bắt được vợ con và một số tùy tùng của Trương Định.

### Qua đời
Ngày 19 tháng 8 năm 1864, Huỳnh Công Tấn phản bội dẫn đường cho quân Pháp bất ngờ bao vây đánh úp. Bản doanh Đám lá tối trời  thất thủ, Trương Định bị trọng thương (gãy xương sống).
Về cái chết của ông, các nguồn không thống nhất về việc ông có tuẫn tiết hay không. Hầu hết các nguồn cho rằng ông đã tuẫn tiết để khỏi rơi vào tay giặc. Mặt khác, theo Việt sử Tân Biên của Phạm Văn Sơn, "ông và 28 người tùy thuộc bị bắn chết". Khi ấy, ông 44 tuổi.
Hay tin Trương Định tuẫn tiết, vua Tự Đức sai truy tặng ông phẩm hàm, và năm 1871 lại cho lập đền thờ ông tại Tư Cung (Quảng Nghĩa). Con ông là Trương Quyền đã rút lên vùng Châu Đốc tiếp tục chống Pháp thêm 6 năm nữa.
Nhà thơ Nguyễn Đình Chiểu đã làm 12 bài thơ và một bài văn tế điếu ông. Trích giới thiệu một bài: 

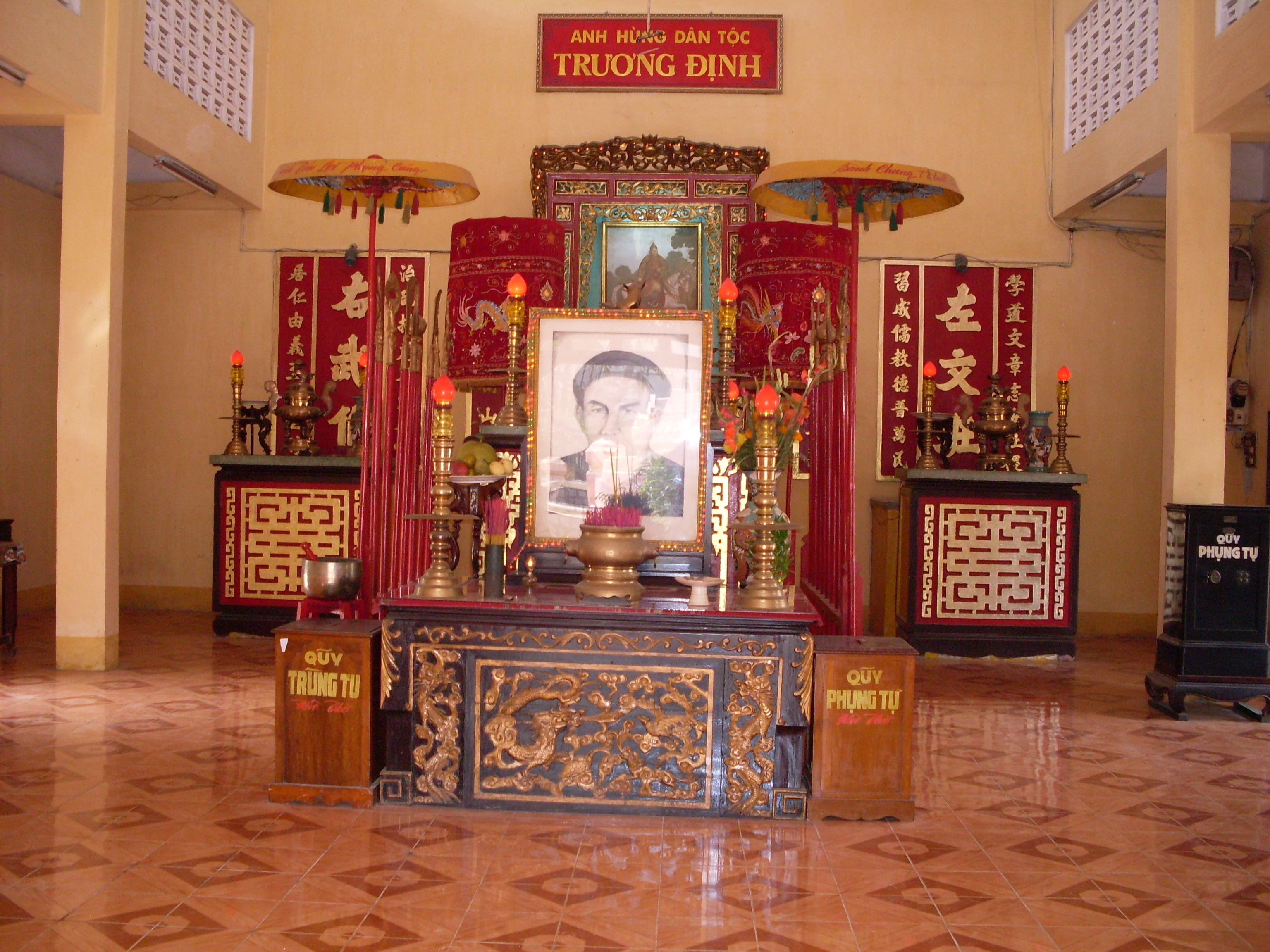
Bàn thờ Trương Định ở bên trong đền

Trong Nam, tên họ nổi như cồn
Mấy trận Gò Công nức tiếng đồn
Đấu đạn hỡi rêm tàu bạch quỷ
Hơi gươm thêm rạng vẻ Hoàng Môn
Ngọn cờ ứng nghĩa trời chưa bẻ
Quả ấn Bình Tây đất vội chôn
Nỡ khiến anh hùng rơi giọt luỵ
Lâm dâm ba chữ điếu linh hồn.

## Tuyên bố nổi tiếng
Tuyên bố của Trương Định trong thư trả lời thư dụ hàng của tướng Pháp Bonard vào cuối năm 1862: 
| “ | Triều đình Huế không nhìn nhận chúng ta, nhưng chúng ta cứ bảo vệ Tổ quốc chúng ta. | ” |

Ông trả lời Phan Thanh Giản về việc bãi binh chống Pháp: "Triều đình nghị hòa thì cứ nghị hòa còn việc của Định thì Định cứ làm. Định thà đắc tội với Triều đình chứ không nỡ ngồi nhìn giang san này chìm đắm..."
Tuyên bố của Trương Định gửi các quan ở Vĩnh Long, để tỏ ý ly khai với Nam triều (vì sau hòa ước Nhâm Tuất, vua Tự Đức ra lệnh ông phải bãi binh) vào tháng 2 năm 1863: 
| “ | Muốn trở lại y như xưa, dân chúng ba tỉnh yêu cầu chúng tôi đứng đầu khởi nghĩa, chúng tôi không thể làm gì được khác. Chúng tôi chuẩn bị chiến đấu vào hướng Đông cũng như hướng Tây, chúng tôi chống đối và chiến đấu. Chúng tôi sẽ đánh ngã bọn giặc cướp... | ” |

| “ | Chúng ta thề sẽ đánh mãi và đánh không ngừng, khi ta thiếu tất cả sẽ bẻ nhánh cây làm cờ, lấy gậy gộc làm võ khí cho quân lính ta... | ” |

Hịch của Trương Định (tháng 8 năm 1864): 
| “ | Lòng dân đã muốn ta lên làm nguyên nhung ba tỉnh, ta trông vào lòng dân yêu thương không phai lạt của mọi người đối với ta. Thế là xong bất dung tha giặc cướp. | ” |

Mấy đoạn trích trên, được ghi trang trọng tại đền thờ Trương Định, ở ngay trung tâm thị xã Gò Công.

## Nhận xét

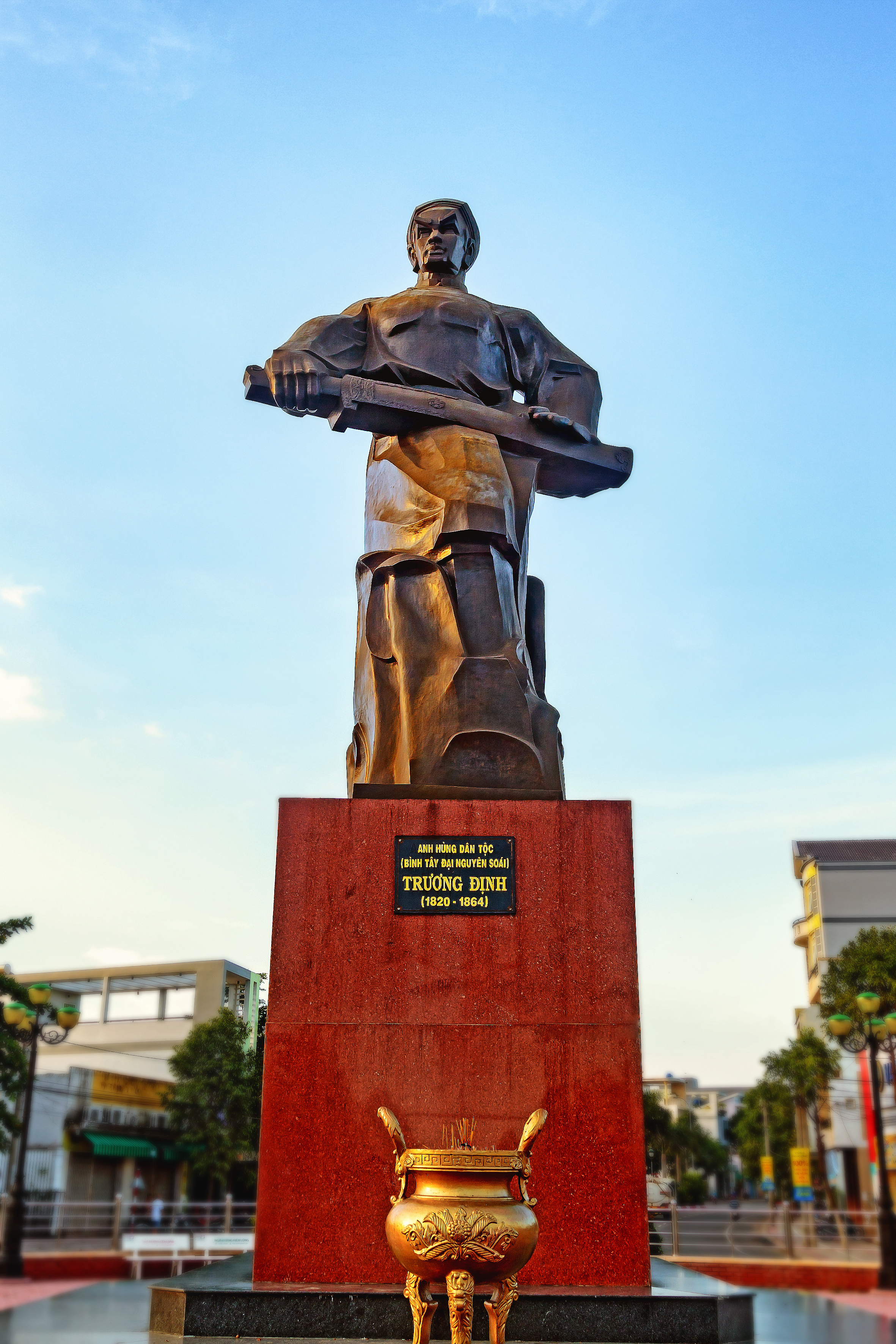
Tượng Trương Định ở trung tâm thành phố Gò Công

- Trung úy Léopold Pallu (1828 – 1891), sĩ quan tùy viên Tổng hành dinh của Phó đề đốc Charner, và là người chỉ huy đội thủy quân lục chiến đánh vào Đại đồn Chí Hòa, thành Định Tường (Mỹ Tho), viết:

Lúc bấy giờ (tháng 6 năm 1861) có một người An Nam rất cương quyết và hào hùng tên là Trương Định cho biết sẽ dấy loạn khởi nghĩa trong toàn xứ...Là một trong số những người nhiều nghị lực nhất, anh ta đánh lừa là đã chết trong trận Gò Công, nhưng sau đó lại xuất hiện và chiến đấu trong hết mùa mưa...Mãi về sau này, khi ta đã chiếm Biên Hòa, tên Trương Định tung hoành tàn phá hết hai vùng tứ giác của ta...
- Trong sách Sài Gòn xưa – Ấn tượng 300 năm của nhà văn Sơn Nam có đoạn:

Yêu nước đậm đà, khảng khái trước nghĩa lớn, đứng hàng đầu trong phong trào kháng Pháp ở Nam Kỳ vẫn là Trương Định. Mang ơn vua, giữ đất cho vua (Gò Công là nơi phát tích của Phạm Đăng Hưng và con gái là bà Từ Dũ), nhưng chống lệnh khi cắt đất cho Pháp. Trương Định và dân đồn điền lợi dụng địa hình rừng ngập mặn Gò Công để khởi nghĩa, đắp đập, xây lũy. Giặc phải vất vả, tổ chức nội ứng mới giết được ông, qua nhiều cuộc hành quân cấp tướng, bố trí súng lớn trên thuyền nhỏ, để di chuyển nơi nước cạn. Địch phải đem xác ông phơi trước chợ để làm chứng cớ...và chôn ông giữa chợ, nếu chôn nơi hẻo lánh, e nghĩa quân lập đàn tế cờ, phục thù cho chủ tướng. Cụ Đồ Chiểu đã đem tất cả tâm huyết viết bài văn tế ông và 10 bài liên hoàn.
Ông được làm nên tên tuổi của mình bằng nhiều trường học và đường phố tại Việt Nam.

## Gia quyến

### Người vợ chính
Lê Thị Thưởng (? – ?) là con gái một hào phú ở huyện Tân Hòa (Gò Công). Bà và Trương Định kết hôn năm nào không rõ, nhưng theo sử sách thì ...vào năm 1854, nhờ sự trợ giúp của gia đình bên vợ, Trương Định xuất tiền của, chiêu mộ dân nghèo lập đồn điền Gia Thuận (Gò Công).
Sau khi chồng và con mất vì việc nước, chép chuyện của bà như sau:
(Trương Định) sau vì thất lợi mà mất, con ông là (Trương) Tuệ cũng chết vì việc quân, vợ (Trương) Định là Lê Thị Thưởng vì không nơi nương tựa nên về quê quán (Quảng Ngãi, quê chồng) làm ăn. Năm (Tự Đức) thứ 27 (1874), quan tỉnh Quảng Ngãi tâu rằng, (Trương) Định là người có nghĩa khí rất đáng khen mà nay vợ của (Trương) Định lại là người nghèo khổ, rất đáng thương. Vậy, xin cấp dưỡng suốt đời cho (vợ Trương Định) mỗi tháng 20 quan và 2 phương gạo...
Năm (Tự Đức) thứ 34 (tức năm 1881), lại cấp thêm cho người vợ (của Trương Định) mỗi tháng 10 quan, đồng thời, sai xã ấy phải thỉnh thoảng đến thăm. Khi bà mất, (vua ban) cho 100 quan tiền (để mai táng).

### Người vợ thứ
Trần Thị Sanh (1820 – 1882) là em họ (con cô) thái hậu Từ Dụ, mẹ vua Tự Đức. Bà Trần Thị Sanh là con thứ sáu của ông Trần Văn Đồ và bà Phạm Thị Phụng. Bà Phụng là em gái ông Phạm Đăng Hưng, cha của bà Phạm Thị Hằng, tức thái hậu Từ Dụ. Trước khi về làm vợ thứ Trương Định, bà từng có một đời chồng là ông Dương Tấn Bổn và một cô con gái tên Dương Thị Hương. Bà Hương sau này gả cho ông Huỳnh Đình Ngươn, cha của chí sĩ Huỳnh Đình Điển. Ông Bổn mất sớm, tình nghĩa vợ chồng đứt đoạn, bà Sanh quyết chí lo chuyện làm ăn và trở thành một trong những người giàu có ở xứ Gò Công.
Giàu có, bà Sanh dùng tiền mua lúa gạo, nhờ Trương Định đem cứu tế dân, và còn đưa tiền cho ông Định quy tụ dân đi khai khẩn đất đai. Sau khi chồng chết được 2 năm, bà về làm hầu thiếp cho Trương Định, nên dân gian mới gọi là bà Hầu.
Gò Công có bốn tổng giàu,
Mà riêng có một bà Hầu giàu to.
Khi Trương Định phất cờ đánh Pháp, bà Sanh (khi này đã trở thành vợ thứ Trương Định) lo việc rèn vũ khí, tích trữ lương thực cho nghĩa quân. Khi chồng mất, bà đem xác ông về chôn tại Gò Công.
Năm 1864, sau khi Trương Định tuẫn tiết, bà Sanh vào chùa quy y, giao quyền trông nom gia sản cho con riêng Dương Thị Hương và con rể là Tri huyện Trường Bình.

## Vị trí lăng mộ
Mộ Trương Định ban đầu (1864) được làm bằng hồ ô dước và trên bia đá có khắc mấy chữ: Đại Nam - An Hà lãnh binh kiêm Bình Tây Đại tướng quân Trương công húy Định chi mộ. Nhà cầm quyền Pháp bắt đục bỏ hàng chữ Bình Tây Đại tướng quân và phạt bà Sanh 10.000 quan tiền vì tội lập bia trái phép.
Năm 1874, bà Sanh làm đơn xin tu sửa mộ cho chồng. Lần này mộ Trương Định được xây bằng đá hoa cương, có 3 bức hoành phi và 6 trụ đá ghi lại thân thế và sự nghiệp của ông. Một lần nữa, các hoành phi và trụ đá bị Pháp ra lệnh đục bỏ...
Nhà nghiên cứu Huỳnh Minh cho biết: "Trải nhiều năm Pháp thuộc, mộ Trương Định trở thành hoang phế. Sau có bà Huỳnh Thị Điệu, còn gọi là bà Phủ Hải cho sửa chữa lại. Năm 1956, được sửa sang lần nữa"...
Từ năm 1972 đến năm 1973 xây thêm đền thờ. Lăng mộ và đền thờ Trương Định đã được Bộ Văn hóa - Thông tin Việt Nam công nhận là Di tích lịch sử-văn hóa quốc gia ngày 6 tháng 12 năm 1989.
Lễ hội tưởng niệm ông diễn ra tại đây các ngày 19 và 20 tháng 8 dương lịch hàng năm.
Trương Định cũng được hậu thế tôn vinh tại di tích nhà thờ họ Trương Việt Nam thuộc phường Ninh Mỹ, thành phố Hoa Lư, Ninh Bình. Đền Trương là nơi thờ những người họ Trương đã khuất tại bàn thờ cộng đồng, trong hậu cung có tượng thờ Trương Hữu Nhân và 14 danh nhân họ Trương tiêu biểu nhất thời phong kiến ở 3 miền Việt Nam gồm: Ban văn thờ Thái phó Trương Hán Siêu, Trạng nguyên Trương Hanh, Trạng nguyên Trương Xán, Thượng thư Trương Công Giai, Thái sư Trương Đăng Quế, Đông các học sĩ Trương Quốc Dụng, Thượng thư Trương Công Hy. Ban võ thờ Tướng Trương Hống, Tướng Trương Hát, Tướng Trương Nữu, Tăng lục võ sư Trương Ma Ni, Tướng Trương Chiến, Đại tướng quân Trương Minh Giảng và Anh hùng Trương Công Định.